# Saison 1946-1947 de la Jeunesse sportive de Kabylie
Maillots
Chronologie
Saison suivante
Cet article traite de la première saison sportive de la Jeunesse sportive de Kabylie. Ici est décrit la création du club, la mise en place de la première structure dirigeant de celui-ci, mais surtout son parcours en championnat de troisième division de la Ligue d'Alger de Football Association.
La saison 1946-1947 est la première de l'histoire de la Jeunesse sportive de Kabylie qui se déroula durant l'époque coloniale. Celle-ci disputa le championnat de troisième division de la Ligue d'Alger sa première compétition. Cependant le club ne participa pas en Coupe Forconi de football, la Coupe régit par la Ligue d'Alger. Son statut de club de troisième division permet au club d'aligner deux équipes en compétition officielle, soit une équipe première et une équipe réserve jouant chacune un championnat.

## Contexte historique et footballistique
Afin de bien comprendre l'environnement dans lequel la JSK évolue pour sa première saison sportive, il est essentiel de rappeler quelques faits marquants, qui font partie de l'histoire du club.

### La création de la JSK
Durant l'année 1946, la section syndicale de la CGT de Tizi Ouzou lance le projet de la création d'un club de football dans le cadre corporatif. Parallèlement à cette initiative, quelques jeunes indigènes de la même localité pratiquant ce sport et intéressés par le projet, sautent sur l'occasion afin d’accélérer le processus. Des contacts sont très vite noués et quelques réunions sont ainsi organisées au siège de la CGT, présidé par Hamouda Abbas avec le parrainage de Saadi Ouakli, ancien directeur d'école à la retraite et président des anciens combattants de l'arrondissement. Celui-ci fort connu et respecté par les autorités coloniales, est souvent appelé pour présider des réunions de conciliations ou des réunions de la société civile de droite ou de gauche. Les autorités coloniales ne prêtèrent pas trop d'intérêts à ces regroupements à but syndical et la création d'une équipe de football dans le cadre corporatif ne risquait aucun désagrément. 
À l'issue de la dernière réunion tenue au siège de la CGT ayant pour but de finaliser le projet par la préparation des statuts avec la constitution de la première assemblée générale du club, une remise en cause de l'objectif de la création de la nouvelle société sportive divisa les responsables et les jeunes. En effet, ces derniers proposèrent plutôt l'affiliation de la future société à la FFFA au lieu d'en faire une équipe corporative. Cette divergence entraîna la colère d'Abbas qui menaça de se retirer et par la même de priver la domiciliation de la future association sportive ainsi que les éléments de la CGT. Néanmoins, après un ultime débat, il convia l'ensemble des acteurs présents à finaliser la préparation de constitution de la société sportive et de laisser aux membres de l'assemblée le choix de l'objectif.
La séance est présidée par Abbas Hamouda, membre de la CGT.
Étaient présents :
Les membres de la CGT: Abbas Hamouda, Hamoutène Rabah, Oumerzouk Mohamed, Saadi Ouakli.
À la veille du mois de ramadan de l'année 1946, c'est au café nommé « La Jeunesse Sportive » situé "rue de l'ancienne poste"  tenu par Mohamed Seghir Baïlèche dit Dris et Rezki Bournane dit Diouni, que les invitations des membres de l'assemblée générale constitutive ont été regroupées et distribuées par Saïd Amirouche, Ali Benslama, Boualem Iratni et Ali Stambouli. Le lundi 29 juillet 1946 coïncidant avec le début du mois sacré de ramadan, la majorité des personnes invitées se présentèrent au rendez-vous au siège de la CGT malgré quelques absents excusés car retenus par des obligations professionnelles ou familiales. 
Après un débat fructueux, les membres présents se sont mis d'accord pour la création d'une société civile omnisports dans le cadre civil représentant la jeunesse de Kabylie. Ainsi l'association sportive portera le nom de Jeunesse Sportive de Kabylie (J.S.K.), et les couleurs retenues sont le vert et le rouge. L'affiliation se fera à la FFFA dans le cadre civil et deux équipes seront engagées en compétition. 
Parmi les membres de la CGT présents à cette réunion, Hamouda Abbas qui souhaitait faire du club une société sportive à but corporative et donc une affiliation à la FSGT, signifia son désaccord et le retrait de son institution. Ceci eût pour conséquence le refus de domiciliation de la nouvelle société sportive au siège de la CGT. Mohamed Seghir Baïleche proposera son local commercial pour abriter le siège de la nouvelle association en attendant de trouver mieux, et c'est ainsi que le "Café de la Jeunesse" servit de regroupement à la JSK.

## Saison

### Parcours en championnat

#### Composition du championnat
La troisième division de la Ligue d'Alger de football comportait vingt-sept équipes réparties en trois groupes A, B et C. Le tirage au sort, effectué le 26 août 1946 au siège du bureau de la Ligue, plaça la JS Kabylie dans le groupe B.
La JS Kabylie se retrouva donc en compagnie de huit autres équipes que sont : 
| Abréviations | Noms complets                  | Notes   |
| ------------ | ------------------------------ | ------- |
| A.S.D.       | L'Association Sportive Dellys. | [ A 1 ] |
| B.A.C.       | Le Bouira Athlétic Club.       | [ A 2 ] |
| G.S.A.       | Le Groupement Sportif Alma.    | [ A 3 ] |
| G.S.R.       | Le Groupement Sportif Rovigo.  | [ A 4 ] |
| J.S.A.       | La Jeunesse Sportive Azazga    | [ A 5 ] |
| R.C.F.       | Le Racing Club Fondouk.        | [ A 6 ] |
| U.S.A.       | L'Union Sportive Aumale.       | [ A 7 ] |
| U.S.P.       | Union Sportive Palestro        | [ A 8 ] |

Elle débuta la compétition le 21 septembre 1946 face à l'Association Sportive Dellys. Ce fut également son premier match officiel en Deuxième division.

#### Calendrier du groupe B de la3edivision
| Phase aller       | Match 1            | Match 2           | Match 3           | Match 4           | Match 5          | Match 6           | Phase retour    |
| ----------------- | ------------------ | ----------------- | ----------------- | ----------------- | ---------------- | ----------------- | --------------- |
| 13 octobre 1946   | A.S.D / J.S.M.B.   | B.A.C. / G.S.R.   | U.S.P. / R.C.A.   | U.S.A. / A.S.R.   | J.S.K. / J.S.Al. | R.C.F. / J.S.Az.  | 9 février 1947  |
| 27 octobre 1946   | R.C.A. / R.C.F.    | J.S.Al. / A.S.D.  | A.S.R. / B.A.C.   | J.S.Az. / U.S.P.  | U.S.A. / G.S.R.  | J.S.M.B / J.S.K.  | 16 février 1947 |
| 3 novembre 1946   | J.S.Az. / J.S.M.B. | U.S.P. / R.C.F.   | A.S.R. / R.C.A.   | G.S.R. / J.S.Al.  | J.S.K. / U.S.A.  | A.S.D. / B.A.C.   | 23 février 1947 |
| 10 novembre 1946  | J.S.Al. / A.S.R.   | R.C.F. / G.S.R.   | U.S.A. / A.S.D.   | J.S.M.B. / U.S.P. | B.A.C. / J.S.Az. | R.C.A. / J.S.K.   | 2 mars 1947     |
| 1er décembre 1946 | J.S.K. / B.A.C.    | A.S.R. / J.S.M.B. | J.S.Az. / U.S.A.  | U.S.P. / J.S.Al.  | A.S.D. / R.C.F.  | G.S.R. / R.C.A.   | 9 mars 1947     |
| 15 décembre 1946  | U.S.P. / A.S.D.    | R.C.F. / A.S.R.   | J.S.K. / J.S.Az.  | R.C.A. / U.S.A.   | B.A.C. / J.S.Al. | J.S.M.B. / G.S.R. | 18 mars 1947    |
| 22 décembre 1946  | J.S.Al. / J.S.M.B. | R.C.A. / J.S.Az.  | A.S.D. / J.S.K.   | U.S.A. /R.C.F.    | U.S.P. / B.A.C.  | A.S.R. / G.S.R.   | 23 mars 1947    |
| 28 décembre 1946  | U.S.A. / J.S.Al.   | G.S.R. / U.S.P.   | J.S.M.B. / R.C.A. | A.S.D. / J.S.Az.  | J.S.K. / A.S.R.  | R.C.F. / B.A.C.   | 30 mars 1947    |
| 5 janvier 1947    | J.S.AZ. / A.S.R    | B.A.C. / R.C.A.   | U.S.A. / J.S.M.B. | U.S.P. / J.S.K.   | A.S.D. / G.S.R.  | J.S.Al. / R.C.F.  | 13 avril 1947   |
| 12 janvier 1947   | J.S.K. / R.C.F.    | A.S.R. / A.S.D.   | B.A.C. / J.S.M.B. | G.S.R. / J.S.Az.  | R.C.A. / J.S.Al. | U.S.A. / U.S.P.   | 9 mars 1947     |
| 2 février 1947    | J.S.Az / J.S.Al.   | G.S.R. / J.S.K.   | A.S.R. / U.S.P.   | A.S.D. / R.C.A.   | U.S.A. / B.A.C.  | J.S.M.B. / R.C.F. | 27 avril 1947   |

- Matchs de la JS Kabylie dans le Groupe B de la Troisième division de la Ligue d'Alger de football, lors de la saison (1946-1947)

#### Phase Aller
| Dates             | Horaires      | Journées    | Adversaires       | Lieux des rencontres                        | Scores | Buteurs                                                         | Références           |
| ----------------- | ------------- | ----------- | ----------------- | ------------------------------------------- | ------ | --------------------------------------------------------------- | -------------------- |
| 13 octobre 1946   | 15 h 00 UTC+1 | 1re journée | JS Alma           | Stade Municipal Arsène Weinman (Tizi Ouzou) | 6-1    | Pas d'infos                                                     | [ Rapport match 1 ]  |
| 27 octobre 1946   | 15 h 00 UTC+1 | 2e journée  | JS Maison-Blanche | Stade de Maison-Blanche (Maison-Blanche)    | 0-7    | Iratni Saïd x4, Iratni Boualem, Guerraba Ahcène, Zeggaoui Rezki | [ Rapport match 2 ]  |
| 3 novembre 1946   | 15 h 00 UTC+1 | 3e journée  | US Aumale         | Stade Municipal Arsène Weinman (Tizi Ouzou) | 5-2    | Pas d'infos                                                     | [ Rapport match 3 ]  |
| 11 novembre 1946  | 15 h 00 UTC+1 | 4e journée  | RC Arbaa          | Stade de l'Arba (Larbaa)                    | 1-0    |                                                                 | [ Rapport match 4 ]  |
| 1er décembre 1946 | 15 h 00 UTC+1 | 5e journée  | Bouïra AC         | Stade Municipal Arsène Weinman (Tizi Ouzou) | 2-2    | Itatni Saïd, Boukhalfi                                          | [ Rapport match 5 ]  |
| 8 décembre 1946   | 15 h 00 UTC+1 | 6e journée  | JS Azazga         | Stade Municipal Arsène Weinman (Tizi Ouzou) | 3-1    | Iratni Boualem, Belhadj, Iratni Saïd                            | [ Rapport match 6 ]  |
| 22 décembre 1946  | 15 h 00 UTC+1 | 7e journée  | AS Dellys         | Stade de Dellys (Dellys)                    | 4-2    | Pas d'infos                                                     | [ Rapport match 7 ]  |
| 28 décembre 1946  | 15 h 00 UTC+1 | 8e journée  | AS Rivet          | Stade Municipal Arsène Weinman (Tizi Ouzou) | 6-0    | Pas d'infos                                                     | [ Rapport match 8 ]  |
| 5 janvier 1947    | 15 h 00 UTC+1 | 9e journée  | US Palestro       | Stade de Palestro (Palestro)                | 0-1    | Aogbi                                                           | [ Rapport match 9 ]  |
| 12 janvier 1947   | 15 h 00 UTC+1 | 10e journée | RC Foundouk       | Stade Municipal Arsène Weinman (Tizi Ouzou) | 6-2    | Pas d'infos                                                     | [ Rapport match 10 ] |
| 2 février 1947    | 15 h 00 UTC+1 | 11e journée | GS Rovigo         | Stade de Rovigo (Rovigo)                    | 1-6    | Iratni Saïd ×3, Belhadj x3                                      | [ Rapport match 11 ] |

#### Phase retour
| Dates           | Horaires      | Journées    | Adversaires       | Lieux des rencontres                        | Scores | Buteurs                   | Références           |
| --------------- | ------------- | ----------- | ----------------- | ------------------------------------------- | ------ | ------------------------- | -------------------- |
| 9 février 1947  | 15 h 00 UTC+1 | 12e journée | JS Alma           | Stade Municipal Arsène Weinman (Tizi Ouzou) | 2-0    | Haouchine, Aogbi          | [ Rapport match 12 ] |
| 16 février 1947 | 15 h 00 UTC+1 | 13e journée | JS Maison-Blanche | Stade Municipal Arsène Weinman (Tizi Ouzou) | 3-0    | Iratni Saïd x2, Boukhalfa | [ Rapport match 13 ] |
| 23 février 1947 | 15 h 00 UTC+1 | 14e journée | US Aumale         | Stade US Aumale                             | 0-1    | Pas d'infos               | [ Rapport match 14 ] |
| 2 mars 1947     | 15 h 00 UTC+1 | 15e journée | RC Arba           | Stade Municipal Arsène Weinman (Tizi Ouzou) | 0-0    | Pas d'infos               | [ Rapport match 15 ] |
| 9 mars 1947     | 15 h 00 UTC+1 | 16e journée | Bouïra AC         | Stade Bouïra                                | 2-2    | Pas d'infos               | [ Rapport match 16 ] |
| 16 mars 1947    | 15 h 00 UTC+1 | 17e journée | JS Azagza         | Stade JS Azagza                             | 1-5    | Pas d'infos               | [ Rapport match 17 ] |
| 23 mars 1947    | 15 h 00 UTC+1 | 18e journée | AS Dellys         | Stade Municipal Arsène Weinman (Tizi Ouzou) | 0-0    | Pas d'infos               | [ Rapport match 18 ] |
| 30 mars 1947    | 15 h 00 UTC+1 | 19e journée | AS Régaïa         | A Régahïa                                   | 0-3    | Pas d'infos               | [ Rapport match 19 ] |
| 13 avril 1947   | 15 h 00 UTC+1 | 20e journée | US Palestro       | Stade Municipal Arsène Weinman (Tizi Ouzou) | 4-0    | Pas d'infos               |                      |
| 20 avril 1947   | 15 h 00 UTC+1 | 21e journée | RC Fondouk        | Fondouk                                     | 1-7    | Pas d'infos               |                      |
| 27 avril 1947   | 15 h 00 UTC+1 | 22e journée | GS Rovigo         | Stade Municipal Arsène Weinman (Tizi Ouzou) | 2-0    | Pas d'infos               |                      |

#### Barrage pour la troisième place
La JSK a battu l'AS Dellys par 3 à 2 et prend la troisième place du Groupe B

## Buteurs
| Joueurs         | Championnat | Total |
| --------------- | ----------- | ----- |
| Iratni Saïd     | 11          | 11    |
| Belhadj         | 4           | 4     |
| Iratni Boualem  | 2           | 2     |
| Aogbi           | 1           | 1     |
| Guerraba Ahcène | 1           | 1     |
| Boukhalfi       | 1           | 1     |
| Zeggaoui Rezki  | 1           | 1     |
| Haouchine       | 1           | 1     |
| Total           | 22          | 22    |

## Voir également
- Jeunesse sportive de Kabylie